# Llibre blanc de Rhydderch
El Llibre blanc de Rhydderch (gal·lès: Llyfr Gwyn Rhydderch, Biblioteca Nacional de Gal·les, Peniarth MS 4-5) és un còdex que conté textos gal·lesos, sobretot en prosa. El nom del còdex prové de la persona per a qui fou presumiblement escrit i del color de l'enquadernació en pell blanca.
Es creu que el còdex fou copiat el segle xiv per a Rhydderch ab Ieuan Llwyd (c. 1325–1400) de Parcrhydderch a la parròquia de Llangeitho al comtat de Ceredigion. Rhydderch provenia d'una família de mecenes de la literatura i, si bé tenia càrrecs de la corona anglesa, era un expert en llei gal·lesa (Cyfraith Hywel). El còdex va ser copiat per cinc copistes diferents, possiblement a l'abadia de Strata Florida (Ystrad Fflur), o, en tot cas, en el sud de Gal·les.
El contingut del còdex és semblant al del Llibre vermell de Hergest i és possible que els dos provinguin d'un mateix model. Actualment el Llibre blanc no està complet però Richard Langford n'havia fet una còpia, actualment perduda també, el 1573 de la qual se'n van fer dues més: Peniarth 111 (feta per John Jones de Gellillyfdy el 1607), British Library, Add. MS 31055 (feta per Thomas Wiliems el 1596), que permeten conèixer-ne el contingut complet.
Originalment el manuscrit era un sol volum, però es va dividir en dos ja a l'edat mitjana i es designa amb les signatures Peniarth MS 4 i Peniarth MS 5. Peniarth MS 4 conté els Mabinogion i altres textos com Culhwch ac Olwen, amb excepció del "Somni de Rhonabwy"; i Peniarth MS 5, que en realitat era la primera part del manuscrit original, conté textos religiosos en gal·lès, la majoria traduïts del llatí, vides de sants i també una història sobre Carlemany.